# Essaïd Belkalem
Pour les articles homonymes, voir Essaïd.
Essaïd Belkalem, né le 1er janvier 1989, à Djemâa Saharidj, dans la commune de Mekla, en Algérie. Il a évolué au poste de Défenseur central, de 2008 à 2020.
Il compte 19 sélections en équipe nationale algérienne entre 2012 et 2014.

## Biographie

### Carrière en club

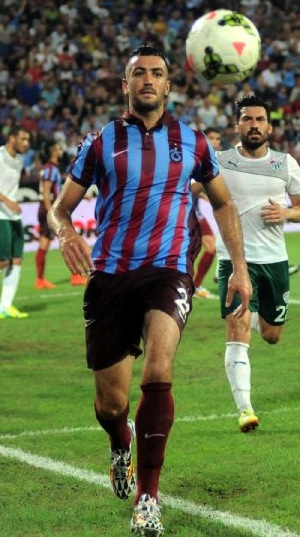
Belkalem avec Trabzonspor en 2014.

Essaïd Belkalem commence sa carrière avec la JS Kabylie, club de Tizi-Ouzou, avec lequel il effectue toute sa formation. Il intègre l'effectif senior de la JSK lors de la saison 2008-2009.
Titulaire indiscutable dans son club de la JS Kabylie, il est considéré en Algérie comme un grand espoir du football. Son but victorieux en Ligue des champions de la CAF face à Ismaily y est certes pour quelque chose, il n'en demeure pas moins vrai qu'il fait partie des meilleurs défenseurs centraux algériens à seulement 21 ans.
À cette époque, Belkalem reçoit une dure blessure, ce qui, en pleine lancée et en dépit de ces nombreux contacts a freiné énormément sa carrière. Le joueur est parti pour soigner au centre Aspetar au Qatar.
Alors que son contrat prend fin en juin 2013, le défenseur de la JS Kabylie et de l'équipe nationale annonce qu’il compte quitter son club de toujours pour rejoindre une formation européenne. Il déclare: « Je pense que le moment est venu pour moi de connaître d’autres sensations. Je ne veux pas stagner en restant ici ».
Le 21 juin 2013, il signe un contrat de cinq ans avec l'Udinese. Suivi par plusieurs clubs de Ligue 1, l'international algérien de 24 ans était en fin de contrat avec la JS Kabylie. Il s'engage avec l'Udinese, qui a terminé cinquième en Serie A la saison écoulée et qui s'est qualifiée pour la Ligue Europa la saison prochaine.
Le 24 juillet 2013, le directeur sportif de l'Udinese, Cristiano Giaretta, annonce en conférence de presse : « non Belkalem ne devrait pas rester avec nous, il devrait être prêté à Watford », pour la saison 2013-2014. Le 12 aout 2013, Watford officialise la signature d’Essaïd Belkalem. Il est prêté avec option d’achat et portera le no 5. Le club a pour objectif de monter en Premier League.
En juin 2014, et après une saison passée en tant que prêt, ou il ne joue qu'une douzaine de match, Watford FC lève l'option d'achat du joueur et lui signe un contrat jusqu'en 2017.
Le 5 aout 2014, il est transféré au club turc de Trabzonspor. Belkalem retrouve en Turquie son ancien sélectionneur Vahid Halilhodžić, sous les ordres duquel il a disputé trois matches au Mondial brésilien. Il effectue une assez bonne saison avec 24 matchs joués.
De retour de Turquie, Belkalem passe une saison très difficile, marquée par des blessures récurrentes et par un manque de compétition, Belkalem ne jouera aucun match durant cette saison et se voit perdre sa place en équipe nationale. Le 10 août 2016, il résilie son contrat avec Watford FC.
Au début du mois de septembre 2016, libre de tout engagement après avoir résilié son contrat avec son ancien club, Belkalem reçoit des contacts de la Roumanie par l'intermédiaire du Dinamo Bucarest et de la France à travers l'US Orléans, et finit par s'engager avec ce dernier, club évoluant en Ligue 2 française en compagnie de ses compatriotes et ex-internationaux algériens Karim Ziani et Antar Yahia,.
En janvier 2020, alors qu'il est sans club depuis 2018, Belkalem s'entraîne avec la JSK, mais son retour, envisagé, n'aboutit pas.

### Carrière en équipe nationale

#### Équipes de jeunes
Sur le plan international, entre 2007 et 2010, Belkalem représente l'Algérie dans les catégories des moins de 20 ans, et des moins de 23 ans (Algérie espoirs).

#### Équipe A'

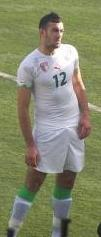
Belkalem sous le maillot de l'Algérie A' en 2010.

En février 2011, Belkalem est retenu par l'entraîneur algérien Abdelhak Benchikha, dans la liste des 23 joueurs de l'équipe d'Algérie A' qui participent au CHAN 2011 joué au Soudan, où les Fennecs ont terminé dans le dernier carré. La veille de son match face à l’Afrique du Sud, le défenseur de la JS Kabylie déclare forfait pour le reste de la compétition. Il souffre au niveau des adducteurs et ne peut plus tenir sa place dans cette compétition. Il quitte Khartoum pour rejoindre le centre hospitalier « Aspetar » au Qatar, pour une meilleure prise en charge du joueur et un retour rapide à la compétition.

#### Équipe A
En mai 2012, Vahid Halilhodžić l'appelle pour la première fois en équipe d'Algérie dans le cadre d'un stage de préparation au centre technique de Sidi Moussa, située dans la banlieue Sud-Est d'Alger.
Le 9 septembre 2012, il joue son premier match en équipe nationale contre la Libye pour une victoire (0-1), au stade Mohammed-V (Casablanca), dans le cadre des qualifications pour la CAN 2013 en Afrique du Sud.
Le défenseur central est sélectionné pour participer à la CAN 2013 avec les Fennecs. C'est sa première participation à une Coupe d'Afrique des nations de football.
Le 31 mai 2014, il marque son premier but avec les Verts, au Stade de Tourbillon à Sion (Suisse), lors d'un match amical contre l'Arménie, pour une victoire (3-1).
Il participe au mondial 2014, sélectionné par Vahid Halilhodžić. Il ne joue pas le premier match contre la Belgique, mais participe aux trois suivants, dont le 8e de finale contre l'Allemagne.
Le 15 décembre 2014, il fait partie de la liste des 23 joueurs retenus par Christian Gourcuff, pour la CAN 2015 en Guinée équatoriale. Cependant, il déclare forfait et Liassine Cadamuro-Bentaïba, réserviste, le remplace.

## Statistiques
| Saison                | Club                  | Championnat           | Championnat | Championnat | Coupe(s) nationale(s) | Coupe(s) nationale(s) | Compétition(s) continentale(s) | Compétition(s) continentale(s) | Compétition(s) continentale(s) | Autres compétitions | Autres compétitions | Autres compétitions | Total | Total |
| Saison                | Club                  | Division              | M.          | B.          | M.                    | B.                    | Comp.                          | M.                             | B.                             | Comp.               | M.                  | B.                  | M.    | B.    |
| 2008-2009             | JS Kabylie            | 1                     | 17          | 0           | 1                     | 0                     | C3+C1                          | 0+2                            | 0+0                            | CNAF                | 1                   | 0                   | 21    | 0     |
| 2009-2010             | JS Kabylie            | 1                     | 20          | 1           | 3                     | 0                     | C1                             | 6                              | 0                              | -                   | -                   | -                   | 29    | 1     |
| 2010-2011             | JS Kabylie            | 1                     | 12          | 0           | 0                     | 0                     | C1+C3                          | 7+0                            | 1+0                            | -                   | -                   | -                   | 19    | 1     |
| 2011-2012             | JS Kabylie            | 1                     | 12          | 2           | 1                     | 0                     | C3                             | 0                              | 0                              | -                   | -                   | -                   | 13    | 2     |
| 2012-2013             | JS Kabylie            | 1                     | 22          | 2           | 2                     | 0                     | -                              | -                              | -                              | -                   | -                   | -                   | 24    | 2     |
| 2013-2014             | Watford FC            | 2                     | 8           | 0           | 2                     | 0                     | -                              | -                              | -                              | -                   | -                   | -                   | 10    | 0     |
| 2014-2015             | Trabzonspor           | 1                     | 16          | 2           | 0                     | 0                     | C3                             | 8                              | 1                              | -                   | -                   | -                   | 24    | 3     |
| 2015-2016             | Watford FC            | 1                     | 0           | 0           | 0                     | 0                     | -                              | -                              | -                              | -                   | -                   | -                   | 0     | 0     |
| 2016-2017             | US Orléans            | 2                     | 27+2        | 1+0         | 0                     | 0                     | -                              | -                              | -                              | -                   | -                   | -                   | 29    | 1     |
| 2017-2018             | JS Kabylie            | 1                     | 9           | 0           | 2                     | 0                     | -                              | -                              | -                              | -                   | -                   | -                   | 11    | 0     |
| Total sur la carrière | Total sur la carrière | Total sur la carrière | 143         | 8           | 11                    | 0                     | -                              | 23                             | 2                              | -                   | 1                   | 0                   | 178   | 10    |

### Matchs internationaux
La liste ci-dessous dénombre toutes les rencontres de l'Équipe d'Algérie de football auxquelles Essaïd Belkalem prend part, du 9 septembre 2012 jusqu'à présent.

### Buts internationaux
| # | Date        | Sélection | Lieu                      | Adversaire | Score | Résultat | Compétition  |
| - | ----------- | --------- | ------------------------- | ---------- | ----- | -------- | ------------ |
| 1 | 31 mai 2014 | 13        | Stade de Tourbillon, Sion | Arménie    | 1 - 0 | 3 - 1    | Match amical |

## Palmarès

### En clubs
- Vice-champion d'Algérie en 2009 avec la JS Kabylie.
- Vainqueur de la Coupe d'Algérie en 2011 avec la JS Kabylie.
- Finaliste de la Coupe d'Algérie en 2018 avec la JS Kabylie.

### En sélection
- Vainqueur du tournoi de l'UNAF en 2010 avec l'équipe d'Algérie espoirs.